# Euchlorostola corydon
Euchlorostola corydon là một loài bướm đêm thuộc phân họ Arctiinae, họ Erebidae.